# 底特律紅翼
底特律紅翼隊（英語：Detroit Red Wings）是位於美國底特律的國家冰球聯盟隊伍，隸屬於東部聯盟大西洋分區。
底特律紅翼隊為球隊之一，在所有美國球隊中贏得最多的史丹利盃。

## 外部連結
- 官方网站